# Caterina Albert i Paradís

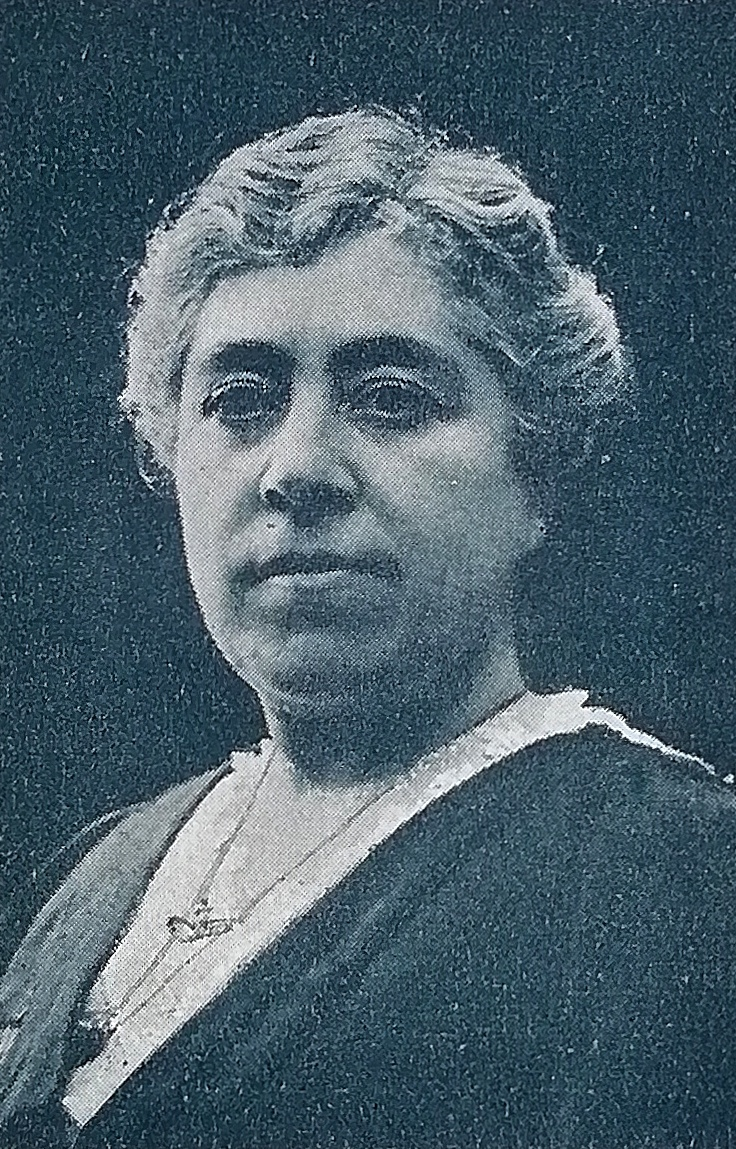
Caterina Albert i Paradís

Caterina Albert i Paradís (* 11. September 1869 in L’Escala, Alt Empordà, Katalonien; † 27. Januar 1966 ebenda) war eine spanische Autorin, bekannt unter ihrem Pseudonym Víctor Català. Sie wird dem Modernismo bzw. dem Modernisme Català (‚Katalanischer Modernismus‘), der kulturell-gesellschaftlichen Erneuerungsbewegung im katalanischsprachigen Raum, zugeordnet.

## Leben und Werk

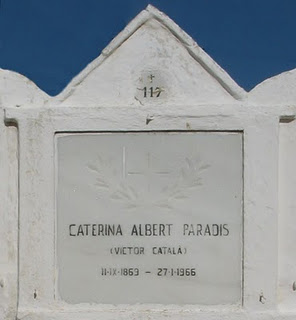
Grabstelle auf dem Cementiri Vell de l’Escala

Caterina Albert wuchs in der ländlichen Gegend von L’Escala auf. Sie schrieb Romane, Erzählungen und Theaterstücke. Mit ihrem Werk begann die Tradition der von Frauen geschriebenen katalanischen Literatur. Als Pseudonym verwendete sie eine männliche Identität als Víctor Català, wie auch einige ihrer Zeitgenossinnen die wahre Verfasserschaft verstecken mussten. Ihr Werk gliedert sich in drei Schaffensperioden, wobei zur ersten die Werke bis 1907 zählen.
Nachdem ihr Theater-Monolog La infanticida (Die Kindsmörderin), ausgezeichnet 1898 mit dem Jocs Florals d’Olot, einen Skandal hervorgerufen hatte, wandte sie sich dem Schreiben von Erzählungen zu und erreichte einen gewissen Bekanntheitsgrad mit ihrem Sammelband Drames rurals (Ländliche Dramen, 1902), der einer ganzen Bewegung den Namen verlieh und voll Enthusiasmus aufgenommen wurde. La infanticida beinhaltet in naturalistischer Weise die Kindstötung eines aus einer Verführung entstandenen Kindes und die daraus entstandene Seelenlage. Das Skandalöse war, dass dies von einer Frau geschrieben worden war zur Zeit der Jahrhundertwende vom 19. zum 20. Jahrhundert, in der solche Themen im katholischen konservativen Spanien tabuisiert waren. Hier setzte sie sich mit der Frage nach den „künstlerischen thematischen Grenzen einer Autorin“ auseinander. Auch in den Drames rurals zeigt sie die eigentliche Realität auf, die im Gegensatz zur sonst vorherrschenden romantisierenden Verklärung des katalanisch-ländlichen Lebens stand. Es folgten die Reculls d’ombrívoles (Schattenreiche, 1904) und Caires vius (Scharfe Kanten, 1907) mit Erzählungen, die von Gewalt, Tod und Wahnsinn geprägt sind.
1905 veröffentlichte sie den Roman Solitud, der als Meisterwerk betrachtet und fast gleich darauf in mehrere europäische Sprachen übersetzt wurde, in das Deutsche unter dem Titel Sankt Pons (1909). In diesem Roman, der zu den Klassikern der katalanischen Literatur zählt, wird anhand der Geschichte einer freien und unabhängigen Existenz der Weg in die Emanzipation einer Frau beschrieben. Ihre Werke waren prägend für eine Reihe anderer Schriftstellerinnen, z. B. Mercè Rodoreda.
Nach einer Periode ohne literarisches Schaffen in der Zeit des Noucentisme nahm das Werk von Caterina Albert neue Formen an: 1926 entstand Un film (3.000 metres) (Ein Film (3.000 Meter)), in dem sie mit Kinotechniken arbeitete. Weitere Erzählungen folgten in den Sammelbänden La mare balena (Die Walmutter, 1920) und Contrallums (Gegenlicht, 1930), die einige ihrer besten Erzählungen beinhalten.
Nach dem Kriegsende folgte eine dritte Schaffensperiode mit den Werken Vida mòlta (Gemahlenes Leben, 1950) und Jubileu (Jubiläum, 1951), deren Geschichten schon die veränderten gesellschaftlichen Umstände in Spanien reflektierten. In dem Band Mosaic (III) (1946) veröffentlichte sie ab 1903 verfasste Artikel mit autobiografischen Zügen.

## Werke
Eine Gesamtausgabe ihrer Werke erschien zuletzt unter dem Titel Obras completes bei der Ed. Selecta in Barcelona 1972.

### Zeit des Modernisme
- 1901: El cant dels mesos, Gedichte
- 1901: Quatre monòlegs
- 1902: Drames rurals, Erzählungen
- 1904: Ombrívoles, Erzählungen
- 1905: Llibre Blanc-Policromi-Tríptic, Gedichte
- 1905: Solitud, Roman
  - Deutsche Ausgabe: Sankt Pons. Roman. S. Fischer, Berlin 1909. Übersetzer: Eberhard Vogel.
  - Neue Übersetzung: Solitud. Roman. Mit einem Nachwort von Jordi Puntí. Aus dem Katalanischen von Petra Zickmann. SchirmerGraf, München 2007, ISBN 978-3-86555-042-2 (Taschenbuch 2009: ISBN 978-3-492-25251-5)
- 1907: Caires Vius, Erzählungen

### Ab 1907
- 1920: La Mare-Balena, Erzählungen
- 1926: Un film 3.000 metres, Roman
- 1928: Marines, Anthologie
- 1930: Contrallums, Erzählungen

### Ab 1944
- 1944: Retablo, Erzählungen, spanisch
- 1946: Mosaic
- 1950: Vida mòlta, Erzählungen
- 1951: Jubileu, Erzählungen
- 1951: Obres Completes, Gesamtausgabe

Nach der 1909 erschienenen deutschen Ausgabe von Solitud und der Neuübersetzung rund 100 Jahre nach der Erstausgabe, wurde nur eine einzige Kurzgeschichte von Catarina Albert in das Deutsche übersetzt:
- Fasching. In: Katalanische Erzähler. Manesse, Zürich 1978, S. 42–58. Originaltitel Carnestoltes aus dem Band Caires Vius, übersetzt von Johannes Hösle.

## Auszeichnungen
- 1898: Jocs Florals d’Olot für La infanticida
- 1903: Jocs Florals für Marines
- Jocs Florals de Barcelona für Solitud

Sie war seit 1917 Mitglied der Acadèmia de la Llengua Catalana und seit 1923 Mitglied der Acadèmia de Bones Lletres de Barcelona.